# جورج جسل (بازیگر)
جورج جسل (انگلیسی: George Jessel؛ ‏۳ آوریل ۱۸۹۸ – ۲۳ مهٔ ۱۹۸۱) تهیه‌کننده فیلم، خواننده و بازیگر اهل ایالات متحده آمریکا بود.
از فیلم‌هایی که وی در آن نقش داشته‌است، می‌توان به سرخ‌ها، گینسبرگ بزرگ، دره عروسک‌ها، و سوی دیگر باد اشاره کرد.
وی همچنین برندهٔ جوایزی همچون جایزه بشردوستانه ژان هرشولت شده‌است.